# Антен
Антен (фр. Antin) је насељено место у Француској у региону Миди Пирене, у департману Горњи Пиринеји.
По подацима из 2011. године у општини је живело 128 становника, а густина насељености је износила 17,16 становника/km².

## Демографија
| 1962. | 1968. | 1975. | 1982. | 1990. | 2011. |
| ----- | ----- | ----- | ----- | ----- | ----- |
| 191   | 179   | 170   | 150   | 131   | 128   |